# Chapmanacris
Chapmanacris is een geslacht van rechtvleugeligen uit de familie Pyrgomorphidae. De wetenschappelijke naam van dit geslacht is voor het eerst geldig gepubliceerd in 1959 door Dirsh.

## Soorten
Het geslacht Chapmanacris  is monotypisch en omvat slechts de volgende soort:
- Chapmanacris sylvatica (Dirsh, 1959)